# Seznam osebnosti iz Občine Dolenjske Toplice
Seznam osebnosti iz občine Dolenjske Toplice vsebuje osebnosti, ki so se tu rodile, delovale ali umrle.

## Humanistika in znanost
- Jožef Milic, tiskar, založnik (1817, Soteska – 1888, Ljubljana)
- Matija Hočevar, prevajalec (1824, Velike Lašče – 1888, Dolenjske Toplice)
- Ljudmila Šmajdek Milic, tiskarka, literarna oseba pri Trdini (1843, Dolenjske Toplice – 1924 Ljubljana)
- Jože Urbanija, pisatelj, pesnik, dramaturg, publicist; podpisoval se je s pvsevdonimom Soteščan (1886, Spodnja Dobrava, Moravče – 1955)
- Karel Henigman, fotograf (1897, Dolenjske Toplice – 1970)
- Alojzija Kersnik, medvojna aktivistka, kronistka, hčerka Janka Kersnika (1894, Brdo pri Lukovici – 1977, Brdo pri Lukovici.
- Kostja Konvalinka pravnik (1913, Dolenjske Toplice – 1988, Dolenjske Toplice)
- Vojan Konvalinka, strokovnak statistike (1919, Dolenjske Toplice – 1999, Radovljica)
- Alojz Šercelj, naravoslovec, paleobotanik, prevajalec (1921, Gorenje Polje – 2010)
- Vinko Blatnik, urednik, publicist (1931, Gorenje Sušice – 2018)
- Slavko Klančičar, pesnik, publicist, gozdarski inženir (1933, Osijek – (zaposlen in živel v Dolenjskih Toplicah) 2014, Ljubljana)
- Anton Janko, germanist, redni profesor za nemško književnost (1939, Gorenje Gradišče –)

## Likovna umetnost
- Matej Brodnik, slikar (1814, Dolenjske Toplice – 1845, Zagreb)
- Marijan Tršar, grafik, slikar, likovni kritik, publicist (1922, Dolenjske Toplice – 2010, Ljubljana)
- Viktor Povše akademski slikar, konservator (1933, Podturn, Dolenjske Toplice –)
- Nataša Mirtič, akademska slikarka (1973, Novo mesto – živi in dela na Selih pri Dolenjskih Toplicah)

## Uprava in zdravilišče
- Janez Vajkard Auersperg, diplomat, knez, veleposestnik, sezidati je dal prvo kopališko stavbo (1615, grad Žužemberk – 1677, Ljubljana)
- Anton Fichtenau Jelovšek, medicinski pisec, propagator Dolenjskih Toplic (1750, Vrhnika – 1806, Ljubljana)
- Anton Kastelic, zdravnik, pisec kopališkega reda, (1769, Zagorje ob Savi – ? Ljubljana)
- Matija Laschan, zdravnik, avtor več člankov o Dolenjskih Toplicah (1770, Sevnica – 1832, Novo mesto)
- Ivan Zhuber Okrog, zdravnik, pedagog, propagator zdravilišča (1790, Gabrje – 1865, Ljubljana)
- Avgust Kulovic, prvi stalni zdravnik v zdravilišču, župan, ustanovitelj gasilskega društva (1836 – 1897, Dolenjske Toplice)
- Konstantin Konvalinka, zdravnik, revmatolog, upravnik kopališča (1872, Litomyšl – 1943, Dolenjske Toplice)
- Viktor Zupančič, družbenopolitični delavec (1916, Dobindol – 1982, Ljubljana)
- Jože Plut, ekonomist, dolgoletni direktor zdravilišča, turistični delavec (1941, Vidošiči – 1993, Vranoviči)

## Religija
- Mansvet Šmajdek, pridigar, nabožni pisec, frančiškan (1819, Soteska – 1868, Nova Gorica)
- Franc Zorec, duhovnik, karikaturist (1854, Šentlovrenc – 1930, Gorenje Sušice)
- Fran Bukovec, duhovnik, narodni buditelj (1843 Soteska – 1910, Pazin)
- Avgust Schauer (en), duhovnik, urednik kočevarskega koledarja, zgodovinar (1872, Kočevske Poljane – 1941, Ljubljana)
- Peter Turk frančiškan, misijonar na Kitajskem (1874, Podhosta – 1944, Hankou (en))
- Alojzij Volc, duhovnik, kronist, lovski pisec (1878, Podkoren – 1963, Soteska)
- Franc Kulovec, duhovnik, politik, novinar (1884, Dolenje Sušice – 1941, Beograd)
- Janez Žurga, geolog, frančiškan (1885, Dolenje Gradišče – 1969, Kamnik)
- Viktor Turk, duhovnik (1891, Dolenjske Toplice – 1943, Grčarice)
- Andrej Glavan, novomeški škof, kemik (1943, Soteska –)
- Janez Gril, duhovnik, nekdanji urednik časopisa Družina (1947, Bušinec –)

## Vojska
- Jože Zupančič, Maistrov borec, spomeničar (1898, Podhosta– 1974, Ljubljana)
- Sava Konvalinka, polkovnik, politični delavec, profesor na vojaški akademiji (1916, Dolenjske Toplice – 2005, Beograd)
- Lado Klinc, partizan, politik, posestnik (1907, Gorenje Polje – 2007, Novo mesto)
- Maks Henigman, partizan, politični delavec (1910, Dolenjske Toplice – 1941, Moravška Gora)

## Šolstvo
- Jožef Raktelj, šolnik, knjižničar (1825, Dolenjske Toplice – 1899 Ribnica)
- Ferdinand Kalinger, skladatelj, šolnik, kronik (1852, Soteska – 1929 Tržič)
- Dragotin Gregorc, kulturnoprosvetni delavec, šolnik, publicist (1883, Novo mesto – 1968, Dolenjske Toplice)
- Martin Davorin Matko, kulturnoprosvetni delavec, šolnik, ustanovitelj čebelarske podružnice (1868, Močvirje, Škocjan – (deloval v Dolenjskih Toplicah) 1955, Radeče)